# Terme di Fordongianus
Le terme romane di Fordongianus sono un complesso termale di epoca romana, che si trovano lungo il corso del fiume Tirso, nell'alto Oristanese in Sardegna. 
Le terme si trovano nelle immediate vicinanza dell'abitato di Fordongianus, antico centro urbano già citato dal geografo Claudio Tolomeo nella sua Geographia (circa 170 d.C.) col nome di Aquae Ypsitanae e, successivamente, nell'Antonini itinerarium come Forum Traiani, nome assegnatogli durante il dominio dell'imperatore Traiano, quando oltre al nome mutò anche il suo stato giuridico, passando da colonia a città con statuto municipale.
Il complesso termale è costituito da due stabilimenti: un impianto originario incentrato sulla natatio, che sfruttava le fonti d'acqua calda, ed un altro a riscaldamento artificiale formato da diversi ambienti. La mancanza di dati di scavo impedisce una facile datazione della loro costruzione ma sulla base delle tecniche architettoniche adottate si ritiene che siano stati edificati rispettivamente nel I e nel III secolo d.C..
Le sorgenti sono ancora attive, le acque, attraversato il sottostante banco vulcanico, raggiungono la temperatura di 54 °C.

## Lo stabilimento del I secolo
Il primo edificio, posto a nord, è stato edificato con la tecnica dell'opus quadratum, che consiste nella sovrapposizione di blocchi (in questo caso trachite) squadrati in forma parallelepipeda e di altezza uniforme, messi in opera senza legante. Al centro vi è la natatio, un'ampia piscina rettangolare da 13 m per 6,5 per 1,5 di profondità, dotata ai lati di quattro scalini per scendere sul fondo della vasca; al suo interno veniva immessa l'acqua calda della sorgente precedentemente stemperata adducendo acqua fredda da alcuni serbatoi posti a monte. Un sistema di chiuse in bronzo permetteva di regolarne i flussi e garantire una efficace regolazione della temperatura. L'acqua veniva immessa nella piscina attraverso un terminale decorativo, una protome scolpita a forma di testa di pantera, dalla cui bocca sgorga tuttora.
I due lati più lunghi della natatio erano interessati dalla presenza di un porticato, sorretto da pilastri in blocchi di vulcanite a sezione quadrata, che sorreggeva un'ampia volta a botte posta a copertura della piscina; la presenza di tre lucernari ne garantivano l'illuminazione interna. Di questa struttura si conserva attualmente soltanto un lato del porticato.
Nelle immediate si possono osservare altre vasche minori tra le quali, portato alla luce nelle ultime indagini archeologiche, il ninfeo, una piscina dedicata al culto delle ninfe, come attesta il ritrovamento di un'iscrizione a loro dedicata.

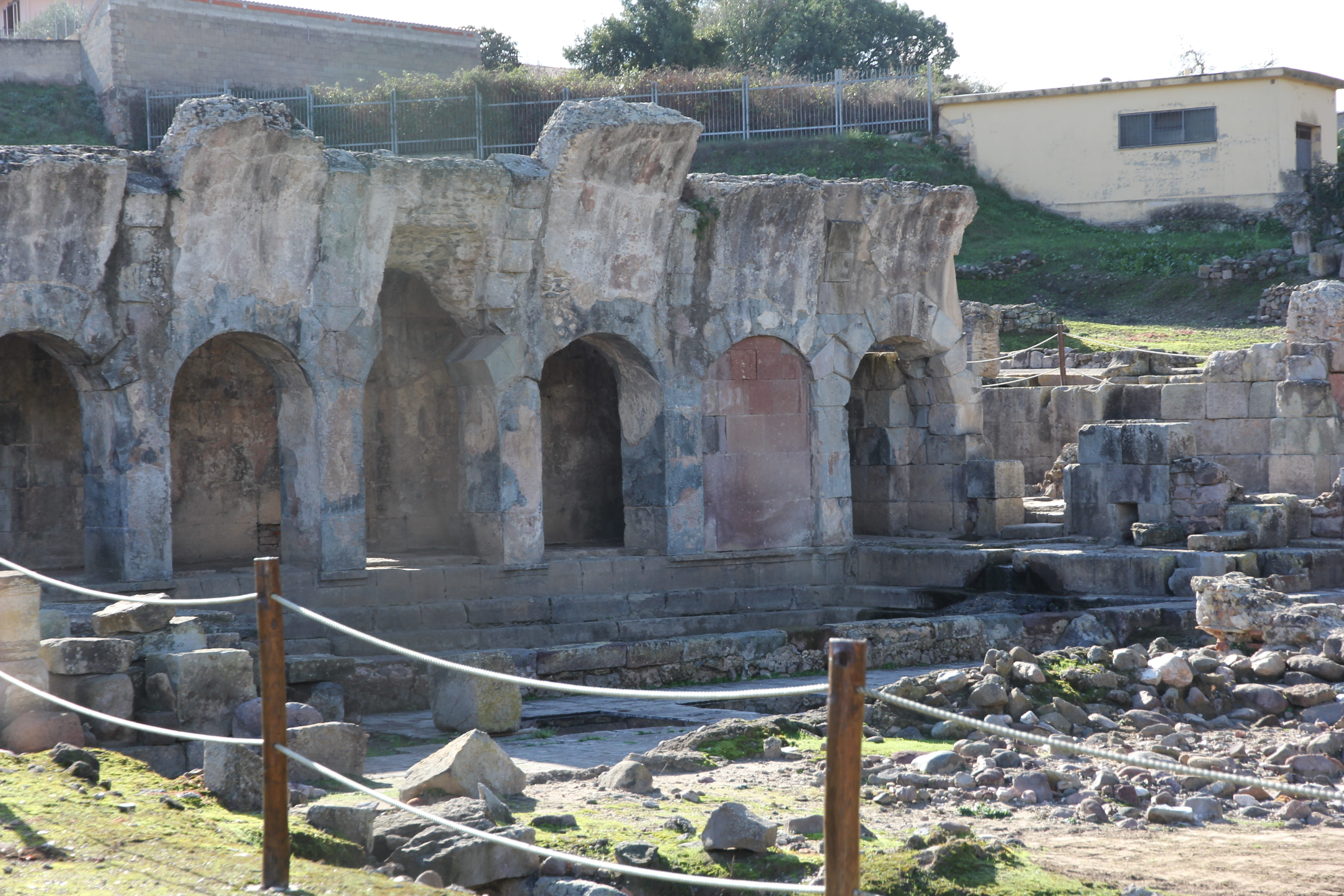

## Lo stabilimento del III secolo
Posto in parte a ridosso del primo edificio e con esso comunicante tramite una porta e una piccola scalinata sorgeva il secondo stabilimento. Venne eseguito in opus caementicium con paramento in opus vittatum mixtum ed originariamente presentava un pavimento eseguito in mosaico con tessere di cm 1,8 per 2,5 - che formavano un "disegno di rombi a tasselli di colore rosso e nero alternati, allineati in senso della larghezza della cella" (Antonio Taramelli), che venne in un secondo momento ricoperto con uno spesso strato di cocciopesto. Le pareti erano rivestite da lastre di marmo dello spessore di circa un centimetro.

Lo stabilimento occupava una superficie di m 30 x 12 ed era composto da quattro vani principali: l'apodyterium, cioè lo spogliatoio, il frigidarium, un ambiente da m 5,90 x 3,70 con due piccole vasche, il tepidarium (m 5,90 x 3,70), ed il calidarium, il vano più ampio (m 8 x 5,50) con all'interno un vascone rettangolare. Il riscaldamento delle acque, effettuato mediante combustione di legname, avveniva in due fornaci adiacenti al calidarium.

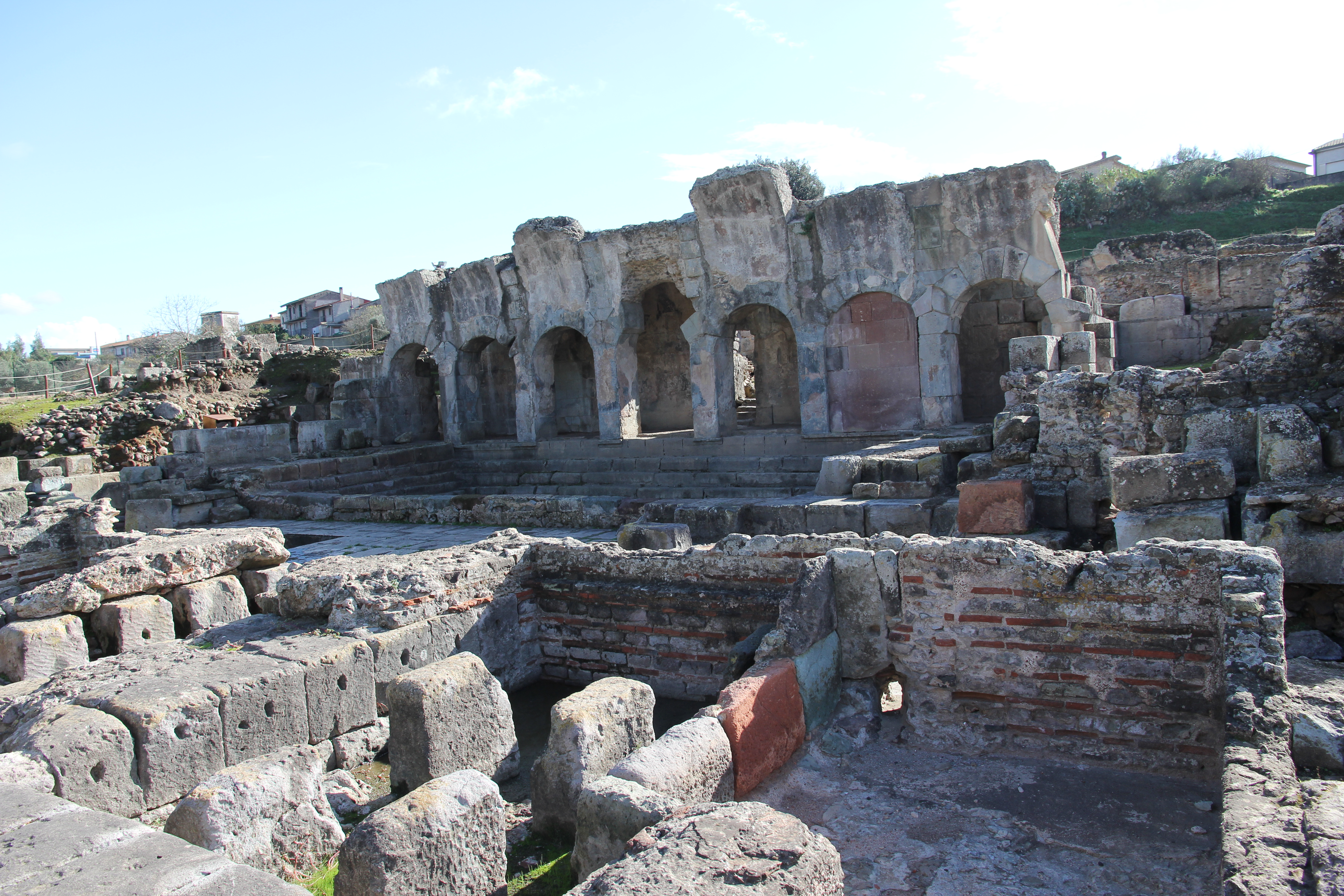

L'edificio si affaccia su un ampio piazzale trapezoidale di 690 m² interamente pavimentato con grandi lastre in trachite, che costituiva il forum cittadino. Alla sinistra era presente un lungo edificio con pianta ad "L" realizzato con tecnica opus caementicium, quindi databile intorno al 200 d.C.; la struttura comprendeva sette vani uno dei quali, forse un hospitium, ampiamente affrescato con una "decorazione dipinta a riquadri ottagonali in rossobruno con motivi fitomorfi, di contorno e figure di animali interne (leone?)" (Carlo Tronchetti). In tutta l'area archeologica si nota ancora il sofisticato sistema di canalette, pozzi e cisterne predisposto per la gestione dell'impianto idrico delle terme.

## Storia degli scavi
Il primo a localizzare i resti di Aquae Ypsitanae e Forum Traiani fu, nel 1825, lo storico Giuseppe Manno il quale, soltanto nel 1860, pubblicò la Descrizione di Forum Traiani. Trascorsero altri quarant'anni circa prima dell'esecuzione dei primi scavi regolari che ebbero luogo tra il 1899 ed il 1902 ad opera del regio commissario dei Musei e scavi di antichità in Sardegna, con illustrazione del sito a cura dell'allora giovanissimo archeologo Antonio Taramelli.

Ulteriori indagini sistematiche nel sito vennero eseguite dalla Soprintendenza per i beni archeologici delle province di Cagliari e Oristano a partire dal 1969.

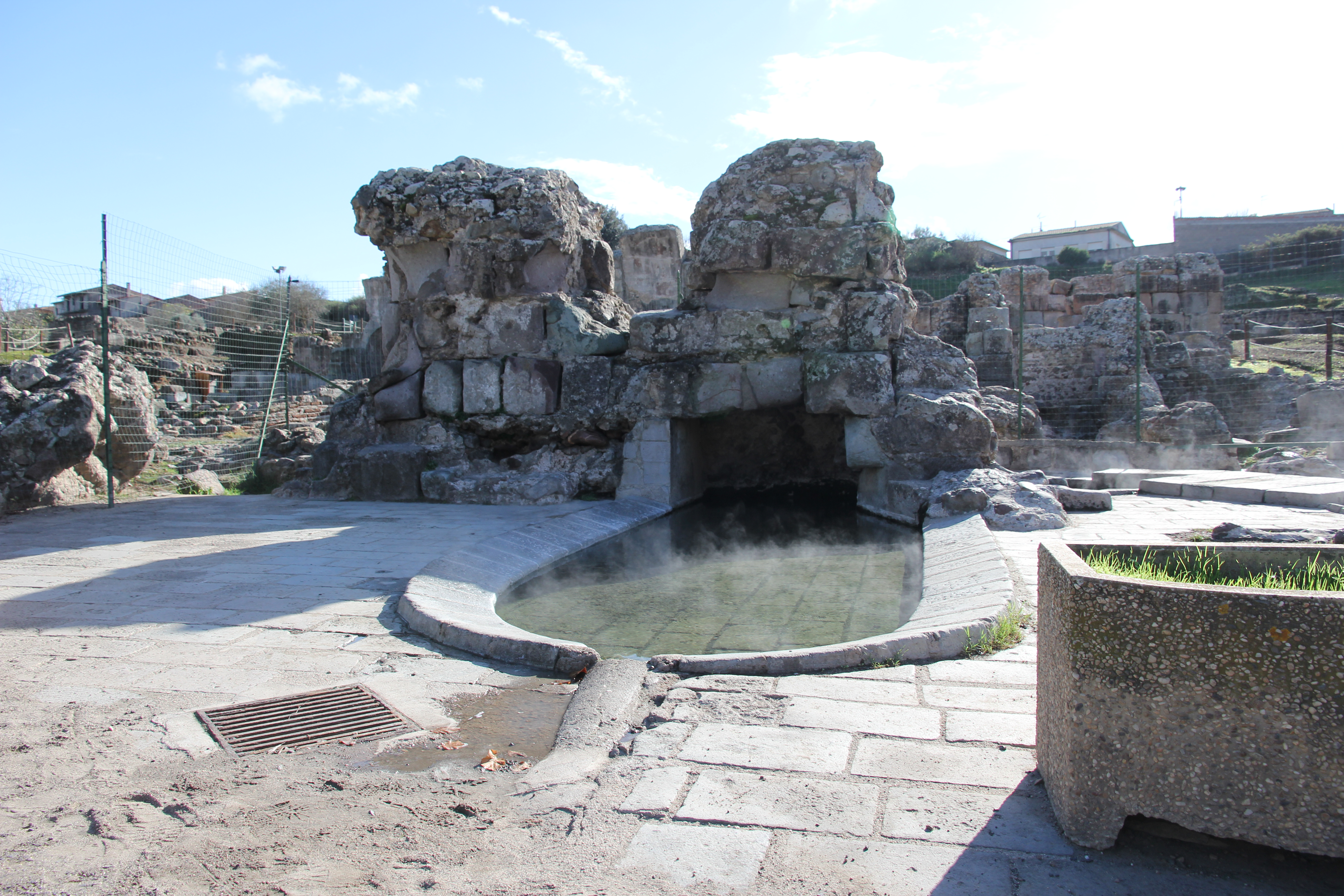